# Thorigné-Fouillard
Thorigné-Fouillard is een gemeente in het Franse departement Ille-et-Vilaine (regio Bretagne). De plaats maakt deel uit van het arrondissement Rennes. Thorigné-Fouillard telde op 1 januari 2022 8.631 inwoners.

## Geografie
De oppervlakte van Thorigné-Fouillard bedroeg op 1 januari 2022 13,58 vierkante kilometer; de bevolkingsdichtheid was toen 635,6 inwoners per km².

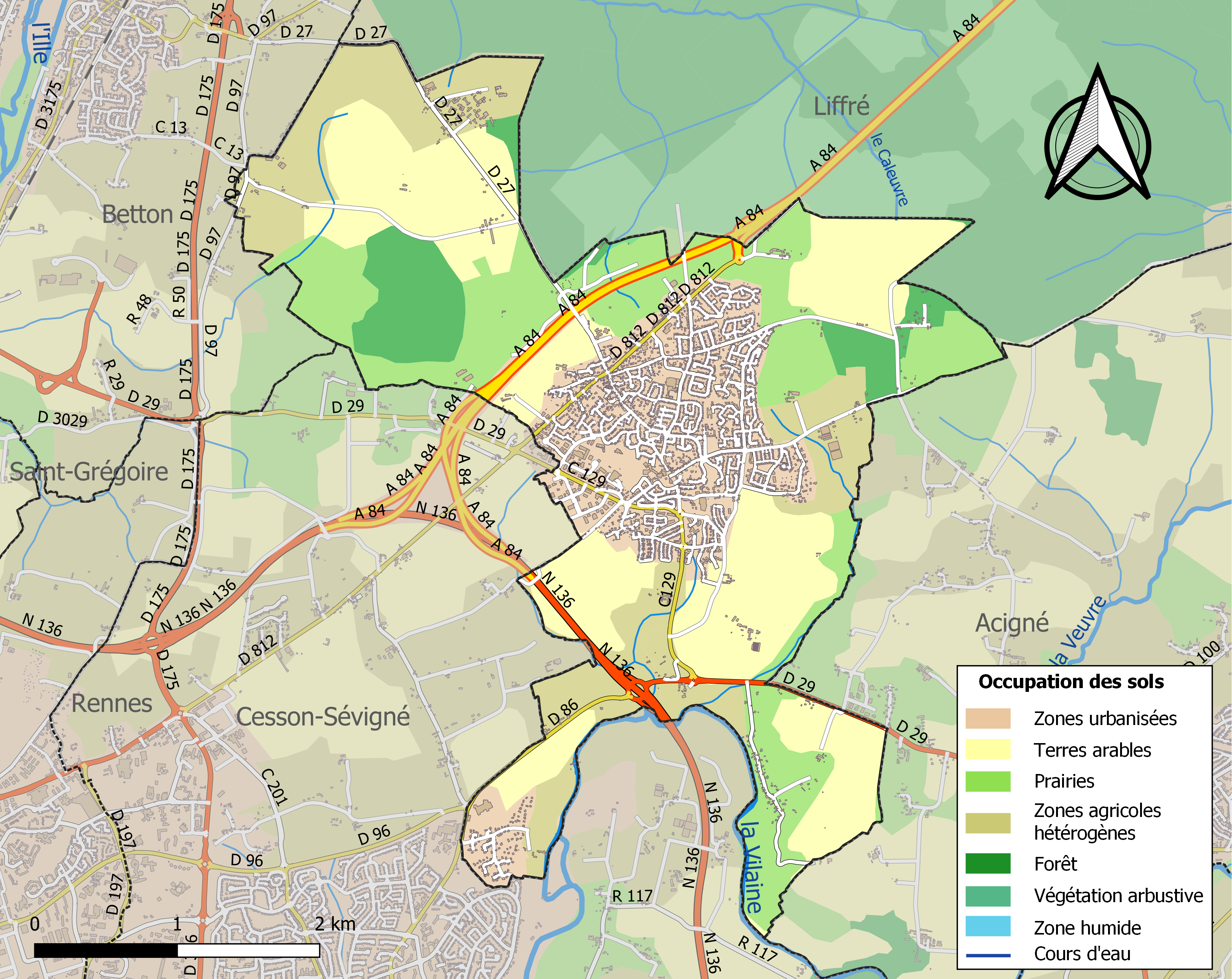
Kaart van de gemeente met belangrijkste infrastructuur, bodemgebruik en omliggende gemeenten

## Demografie
Onderstaande figuur toont het verloop van het inwonertal (bron: INSEE-tellingen).